# Orbán-kápolna (Esztergom)

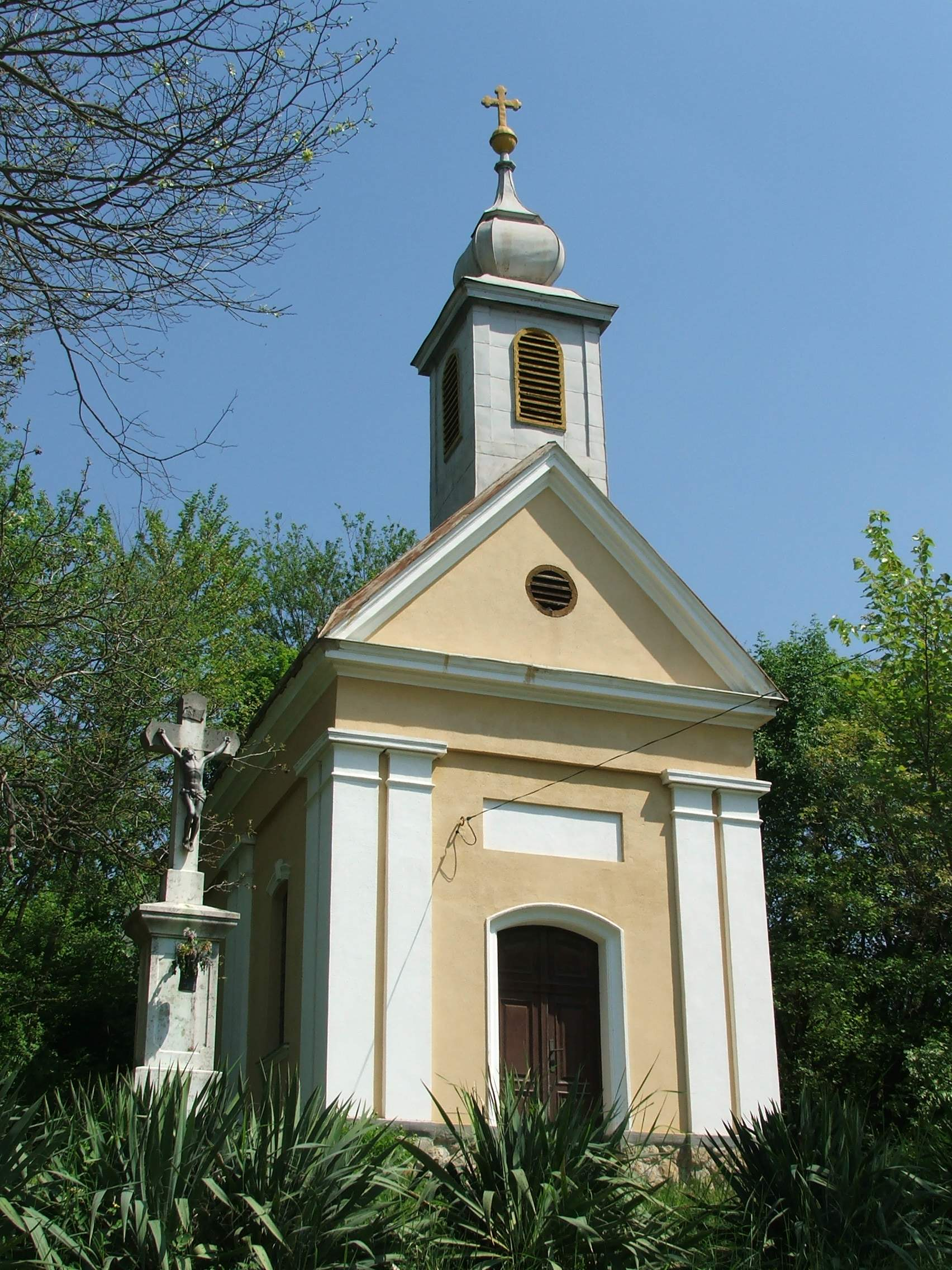
A kápolna 2009 áprilisában

Az esztergomi római katolikus Orbán-kápolna (népi elnevezéssel Urbánka) a Galagonyás úton, a Szent Anna Plébánia területén álló épület. A Hegyvidék városrészi Csurgókút-forrás közelében épült kápolna és környezete az ún. EMMAUS épülettel együtt helyi védelem alatt áll.

## Története
A kápolna környéke térségi jelentőségű, Árpád-kori régészeti terület.
Az 1789-es canonica visitatioban olvasható, hogy ezen a helyen egy Szent Orbánról és Szent Donátról elnevezett kápolna állt, fél óra járásra a szabad királyi várostól. Morzan János építette 3 ásónyi területen valamikor 1755 és 1789 között. Fenntartása perselyből történt. Az 1827-es canonica visitatio már romos állapotúnak írja le a kápolnát.
1902-ben Fehér Gyula belvárosi plébános levélben kért engedélyt Vaszary Kolos érsektől a megrongálódott épület újjáépítésére. A kápolna környékén 200 négyszögöl telket megvásároltak Molnár Jánostól.
A mai kápolna építését 1902. július 24-én határozták el. A terveket Sinka Ferenc készítette, az építés költsége 7 ezer korona volt. Fehér Gyula 1903. május 24-én szentelte fel.
Az Esztergom című lap 1904-ben már arról számol be, hogy Orbán napján búcsút tartottak a szőlősgazdák. A városból indult a búcsúmenet, a kápolnánál szentmisét tartottak. Az 1950-es években kihalt szokást Lékai László elevenítette fel.
A kápolna mellett álló kőkeresztet 1909. május 25-én állították a hívek adományából. Felirata: A hívek adományából emeltetett 1909. évben. Hagyományosan a pünkösd hétfőn megtartott búcsún kerültek fel a keresztre a cseresznyéből font koszorúk, mint Szent Orbánnak, a szőlők védőszentjének szánt ajándékok.

## Leírása
Egyszerű egyhajós épület hagymasisakos kupolával. A bejáratot kétoldalról két-két lizéna fogja közre.

## Régészeti leletek a környéken
1889-ben a Kő alatti dűlőben földmunka során arany fülbevalók kerültek elő. 1970-ben a kápolnától nem messze a mélyúton egy földbe mélyített, Árpád-kori ház kemencéjét találták meg 12-13. századi edénytöredékekkel együtt. A kápolnától nyugatra szintén ebből a korból származó cserepeket találtak a régészek. A telepnyomok az Árpád-kori Fenyérd falu helyét jelzik, amit csupán egy oklevél említ 1326-ból. A települést nyugat felől Kovácsi határolta.